# Diocese de Shimoga
A Diocese de Shimoga (Latim:Dioecesis Shimogaensis) é uma diocese localizada no município de Shimoga, no estado de Carnataca, pertencente a Arquidiocese de Bangalore na Índia. Foi fundada em 14 de novembro de 1988 pelo Papa João Paulo II. Com uma população católica de 18.844 habitantes, sendo 0,3% da população total, possui 22 paróquias com dados de 2018.

## História
Em 14 de novembro de 1988 o Papa João Paulo II cria a Diocese de Shimoga através dos territórios da Arquidiocese de Bangalore e da Diocese de Chikmagalur.

## Prelados
A seguir uma lista de bispos desde a criação da diocese em 1988.
|                          | Nome                 | Período     | Notas                          |
| Bispos                   | Bispos               | Bispos      | Bispos                         |
| ------------------------ | -------------------- | ----------- | ------------------------------ |
| 3º                       | Francis Serrao, S.J. | 2014-2025   | Nomeado Bispo de Mysore        |
| 2º                       | Gerald Isaac Lobo    | 1999 - 2012 | Nomeado bispo de Udupi         |
| 1º                       | Ignatius Paul Pinto  | 1988 - 1998 | Nomeado arcebispo de Bangalore |
| Administrador apostólico |                      |             |                                |
|                          | Henry D´Souza        | 2012 - 2014 |                                |